# Apartament d'una sola habitació
Apartament d'una sola habitació (títol original en anglès: The Bed-Sitting Room) és una pel·lícula britànica dirigida per Richard Lester, estrenada el 1969. El film va guanyar el Premi del jurat (ex aequo) al Festival internacional de cinema fantastic d'Avoriaz 1976.Ha estat doblada al català.

## Argument
Després d'uns anys d'una guerra nuclear que ha devastat el món, es narra la trobada d'alguns supervivents a la ciutat de Londres, on hi ha totes les víctimes de mutacions genètiques.

## Repartiment
- Rita Tushingham: Penelope
- Ralph Richardson: Lord Fortnum d'Alamein
- Peter Cook: Inspector
- Harry Secombe: Shelter Man
- Dudley Moore: Sergent
- Spike Milligan: Mate
- Michael Hordern: Bules Martin
- Roy Kinnear: Plastic mac
- Jimmy Edwards: Nigel
- Richard Warwick: Allan
- Ronald Fraser: The Army
- Marty Feldman: Arthur

## Premis i nominacions
Nominacions
- 1969: Os d'Or